# Rachel, Nevada
Rachel là nơi ấn định cho điều tra dân số (CDP) ở Quận Lincoln, Nevada, Mỹ. Theo thống kê dân số năm 2020 thì nơi này có chỉ có 48 người. Là nơi định cư gần nhất với Sân tập Không quân Nellis và Khu vực 51, Rachel giữ vị thế nổi tiếng khiêm tốn, đặc biệt là trong số những người đam mê lĩnh vực hàng không và thợ săn UFO.

## Tổng quan
Rachel cách Las Vegas hơn 100 dặm (160 km) về phía bắc trong Sa mạc Great Basin, dọc theo Cao tốc Liên bang Nevada 375 ("Xa lộ Ngoài Hành tinh") ở Nevada. Thị trấn nhỏ bé này đón nhận một lượng lớn khách tới đây tham quan và du lịch được phục vụ tận tình từ một cửa hàng du lịch nhỏ, một nhà nghỉ dọc đường có 12 phòng, và một nhà hàng cùng quán bar theo chủ đề người ngoài hành tinh mang tên Little A'Le'Inn.
Một số con đường không trải nhựa gần Rachel dẫn từ Xa lộ 375 đến ranh giới của Khu vực 51.
Dân số thường trú của Rachel thường vào khoảng 50 người với một số người làm chăn nuôi gia súc. Hầu hết cư dân quanh năm sống trong những ngôi nhà di động. Rachel chưa bao giờ có bưu điện. Trẻ em nơi đây đều phải tới Alamo, cách đó khoảng 50 dặm (80 km) mới kiếm được chỗ học hành. Phía bắc thị trấn này là Dãy núi Quinn có nguyên một thị trấn ma mang tên Adaven.

## Lịch sử

### Thuở ban đầu
Rachel do một người nông dân trồng cỏ linh lăng địa phương tên là D.C. Day thành lập vào tháng 5 năm 1973. Đầu tiên cộng đồng này được gọi là Làng Tempiute, và về sau đổi tên thành Sand Springs.
Ngày 15 tháng 2 năm 1978, thị trấn được đổi tên thành Rachel dựa theo tên đứa trẻ đầu tiên được sinh ra trong thung lũng là Rachel Jones (1978–1980). Rachel Jones qua đời vào ngày 24 tháng 5 năm 1980. Để tưởng nhớ cô bé, người dân Rachel bèn lập ra một nghĩa trang và công viên tưởng niệm. Tuy vậy, Rachel Jones không được chôn cất tại Nghĩa trang Rachel.
Mãi đến ngày 22 tháng 3 năm 1978 thì Rachel mới có điện do công ty Penoyer Valley Electric Cooperative cung cấp cho Thung lũng Penoyer.
Năm 1980, nhà thờ duy nhất của Rachel gọi là Rachel Baptist Mission bắt đầu hoạt động trong một ngôi nhà di động được trao tặng. Kể từ đó, một mục sư bán thời gian thường đến Rachel làm các buổi lễ tôn giáo vào mỗi sáng Chủ nhật.

### Vụ va chạm máy bay
Khoảng 4 giờ 10 phút chiều ngày 10 tháng 7 năm 1986, hai chiếc F-16 của Không quân Na Uy đã va chạm giữa không trung khi đang tham gia cuộc tập trận Cờ Đỏ ở gần Rachel. Một trong số chúng đã bị rơi ở Rachel, chỉ cách mép của một công viên nhà di động khoảng 25 thước Anh (23 m). Phi công của chiếc máy bay chiến đấu bị bắn rơi hạ cánh an toàn trước khi máy bay rơi, và chiếc F-16 khác đã quay trở lại Căn cứ Không quân Nellis. Phi công của chiếc F-16 bị bắn rơi chỉ bị thương nhẹ và được trực thăng bên Không quân Mỹ chở khỏi nơi bị rơi trong vòng 20 phút sau khi vụ việc xảy ra.

### Sự kiện gần đây
Năm 1995, Rachel Baptist Mission chuyển đến một tòa nhà kiên cố tại chính địa điểm từng bị nhà thờ này chiếm chỗ trước đó.
Năm 2006, KFC đã tạo ra một biểu trưng công ty khổng lồ trên mặt đất ở rìa phía bắc của Rachel và tuyên bố đây là biểu trưng đầu tiên có thể nhìn thấy từ không gian. Được xây dựng vào đầu tháng 11, mất sáu ngày để lắp ráp 65.000 viên gạch màu trên 87.500 foot vuông (8.130 m2) địa hình sa mạc bằng phẳng. Biểu trưng cũng có một thông điệp ẩn trên khu vực giới hạn của biểu trưng có hình viên đại tá mạo danh đang cầm tấm biển trên đầu đề dòng chữ "Finger Lickin' Good". Biểu trưng này bị gỡ bỏ vào giữa năm 2007.
Rachel từng xuất hiện trong một tập của bộ phim Louis Theroux's Weird Weekends có đề cập đến tiểu văn hóa UFO. Rachel còn được nhắc đến trong một tập hai phần của bộ phim The X-Files mang tên "Dreamland" kể về tay mật vụ biết rõ câu chuyện ẩn giấu đằng sau của chương trình này do Michael McKean thủ vai từng cư trú tại thị trấn. Nó cũng là một địa điểm quan trọng trong tựa game bắn súng góc nhìn người thứ nhất BlackSite: Area 51.
Năm 1996, các nhà sản xuất của bộ phim Ngày Độc Lập từng đến quay một số cảnh ở Rachel, đã trao cho thị trấn này một cái hộp thời gian, được lắp đặt gần nhà trọ và dự định sẽ được mở ra vào năm 2050.
Bắt đầu từ ngày 19 tháng 9 năm 2019, một ngày trước khi những thành viên tham dự cuộc đột kích Khu vực 51 theo như báo cáo cho biết đã xuất hiện và cắm trại xung quanh Rachel để chuẩn bị cho sự kiện này.

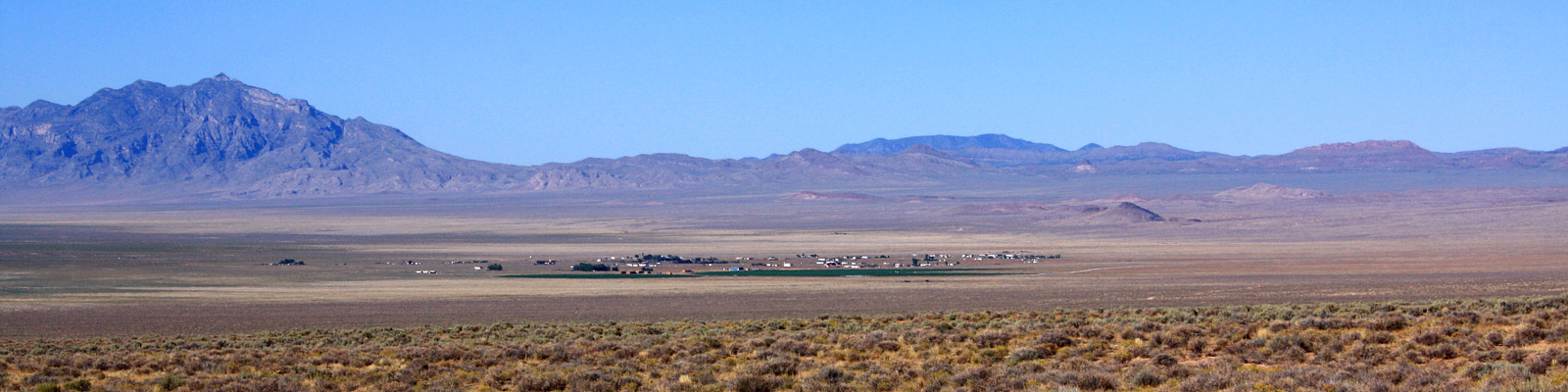
Toàn cảnh Rachel và khu vực xung quanh từ ranh giới phía bắc của Khu vực 51.

## Nhân khẩu
Theo thống kê dân số năm 2010, có 54 người, 32 hộ gia đình và 14 gia đình cư trú trong CDP. Thành phần chủng tộc là 94,44% Da trắng, 3,70% châu Á và 1,85% từ các chủng tộc khác. 11,11% là người gốc Tây Ban Nha hoặc La tinh thuộc bất kỳ chủng tộc nào.
Trong số 32 hộ gia đình, 6,25% có con dưới 18 tuổi, 25,00% là các cặp đã kết hôn, 6,25% có chủ hộ là nam không có vợ và 12,50% có chủ hộ là nữ không có chồng. 56,25% hộ gia đình được tạo thành từ các cá nhân, và 9,38% có người sống một mình từ 65 tuổi trở lên. Quy mô hộ trung bình là 1,69 và quy mô gia đình trung bình là 2,50.
Tại CDP, dân số được dàn trải, với 16,67% từ 15 đến 24 tuổi, 59,26% từ 35 đến 64 tuổi và 24,07% từ 65 tuổi trở lên. Độ tuổi trung bình là 52,5 tuổi. 59,26% là nam và 40,74% là nữ.

## Khí hậu
| Dữ liệu khí hậu của Rachel, Nevada (độ cao 4,840ft) | Dữ liệu khí hậu của Rachel, Nevada (độ cao 4,840ft) | Dữ liệu khí hậu của Rachel, Nevada (độ cao 4,840ft) | Dữ liệu khí hậu của Rachel, Nevada (độ cao 4,840ft) | Dữ liệu khí hậu của Rachel, Nevada (độ cao 4,840ft) | Dữ liệu khí hậu của Rachel, Nevada (độ cao 4,840ft) | Dữ liệu khí hậu của Rachel, Nevada (độ cao 4,840ft) | Dữ liệu khí hậu của Rachel, Nevada (độ cao 4,840ft) | Dữ liệu khí hậu của Rachel, Nevada (độ cao 4,840ft) | Dữ liệu khí hậu của Rachel, Nevada (độ cao 4,840ft) | Dữ liệu khí hậu của Rachel, Nevada (độ cao 4,840ft) | Dữ liệu khí hậu của Rachel, Nevada (độ cao 4,840ft) | Dữ liệu khí hậu của Rachel, Nevada (độ cao 4,840ft) | Dữ liệu khí hậu của Rachel, Nevada (độ cao 4,840ft) |
| Tháng                                               | 1                                                   | 2                                                   | 3                                                   | 4                                                   | 5                                                   | 6                                                   | 7                                                   | 8                                                   | 9                                                   | 10                                                  | 11                                                  | 12                                                  | Năm                                                 |
| --------------------------------------------------- | --------------------------------------------------- | --------------------------------------------------- | --------------------------------------------------- | --------------------------------------------------- | --------------------------------------------------- | --------------------------------------------------- | --------------------------------------------------- | --------------------------------------------------- | --------------------------------------------------- | --------------------------------------------------- | --------------------------------------------------- | --------------------------------------------------- | --------------------------------------------------- |
| Cao kỉ lục °F (°C)                                  | 67 (19)                                             | 71 (22)                                             | 79 (26)                                             | 84 (29)                                             | 94 (34)                                             | 103 (39)                                            | 104 (40)                                            | 100 (38)                                            | 97 (36)                                             | 88 (31)                                             | 76 (24)                                             | 66 (19)                                             | 104 (40)                                            |
| Trung bình ngày tối đa °F (°C)                      | 46.0 (7.8)                                          | 52.2 (11.2)                                         | 59.6 (15.3)                                         | 65.3 (18.5)                                         | 76.6 (24.8)                                         | 84.9 (29.4)                                         | 91.7 (33.2)                                         | 89.7 (32.1)                                         | 82.8 (28.2)                                         | 70.6 (21.4)                                         | 56.8 (13.8)                                         | 46.7 (8.2)                                          | 68.6 (20.3)                                         |
| Tối thiểu trung bình ngày °F (°C)                   | 14.4 (−9.8)                                         | 20.1 (−6.6)                                         | 25.3 (−3.7)                                         | 31.2 (−0.4)                                         | 39.9 (4.4)                                          | 47.4 (8.6)                                          | 53.7 (12.1)                                         | 51.4 (10.8)                                         | 41.6 (5.3)                                          | 30.6 (−0.8)                                         | 21.3 (−5.9)                                         | 14.2 (−9.9)                                         | 32.6 (0.3)                                          |
| Thấp kỉ lục °F (°C)                                 | −21 (−29)                                           | −17 (−27)                                           | 7 (−14)                                             | 11 (−12)                                            | 20 (−7)                                             | 27 (−3)                                             | 36 (2)                                              | 35 (2)                                              | 24 (−4)                                             | 11 (−12)                                            | −1 (−18)                                            | −18 (−28)                                           | −21 (−29)                                           |
| Lượng Giáng thủy trung bình inches (mm)             | 0.33 (8.4)                                          | 0.76 (19)                                           | 0.40 (10)                                           | 0.51 (13)                                           | 0.31 (7.9)                                          | 0.35 (8.9)                                          | 0.81 (21)                                           | 0.46 (12)                                           | 0.29 (7.4)                                          | 0.43 (11)                                           | 0.47 (12)                                           | 0.36 (9.1)                                          | 5.47 (139)                                          |
| Lượng tuyết rơi trung bình inches (cm)              | 2.4 (6.1)                                           | 1.2 (3.0)                                           | 1.0 (2.5)                                           | 0.5 (1.3)                                           | 0.0 (0.0)                                           | 0.0 (0.0)                                           | 0.0 (0.0)                                           | 0.0 (0.0)                                           | 0.0 (0.0)                                           | 0.2 (0.51)                                          | 0.2 (0.51)                                          | 0.8 (2.0)                                           | 6.3 (16)                                            |
| Nguồn: Trung tâm Khí hậu Khu vực Miền Tây           |                                                     |                                                     |                                                     |                                                     |                                                     |                                                     |                                                     |                                                     |                                                     |                                                     |                                                     |                                                     |                                                     |

## Kinh tế
Trong khi một mỏ wolfram địa phương đang hoạt động, cộng đồng có hơn 500 cư dân, nhưng sau khi mỏ này đóng cửa vào năm 1988, dân số giảm đi nhanh chóng.
D.C. Day, người sáng lập Rachel, qua đời vào ngày 25 tháng 7 năm 1997. Fay Day, góa phụ của ông, qua đời vào ngày 13 tháng 3 năm 2011. Bà được chôn cất tại Nghĩa trang Rachel vào ngày 19 tháng 3 năm 2011.
Trung tâm Nghiên cứu Khu vực 51, một cửa hàng lưu niệm UFO nhỏ, đã đóng cửa vào mùa thu năm 2001. Kể từ đó nó đã được mở lại ở một góc của quán Little A'Le'Inn. Trạm xăng duy nhất của cộng đồng đã ngừng hoạt động vào mùa đông năm 2006–2007, ngay sau khi được chủ sở hữu mới vốn là nhà đầu tư đến từ California mua lại. Trạm xăng sau đó đã mở cửa trở lại thay vào đó là một cửa hàng xăng dầu mang tên Alien Cowpoke vào tháng 10 năm 2020.

### Little A'Le'Inn
Little A'Le'Inn, tên gọi trước đây là Rachel Bar and Grill, là một quán bar nhỏ kiêm nhà hàng và nhà nghỉ nằm ở Rachel, dọc theo Xa lộ Ngoài Hành tinh. Doanh nghiệp này đã hoạt động được hơn 20 năm và được du khách thường xuyên ghé thăm Khu vực 51 địa phương. Doanh nghiệp này bày bán nhiều loại hàng hóa liên quan đến Khu vực 51 và UFO như bản đồ khu vực, áp phích, bưu thiếp, đồ chơi và còn cung cấp loại bánh hamburger gọi là "Alien Burger".
Quán chính thức khai trương vào khoảng năm 1989. Chủ sở hữu ban đầu là Joe (hiện đã qua đời) và Pat Travis. Năm 1991, Joe và Pat muốn có một cái gì đó độc đáo cho Bar and Grill vì họ cảm thấy "Joe và Pat's" không thú vị (theo lời của người bảo trợ Bruce Hooker). Họ tổ chức một cuộc thi do Bruce Hooker giành chiến thắng với "A'le'Inn" (một vở kịch về "người ngoài hành tinh"). Chủ sở hữu hiện tại của Little A'Le'Inn là Pat và con gái của bà là Connie.

## Ảnh hưởng văn hóa
Game Grand Theft Auto: San Andreas có nhắc đến quán Little A'Le'Inn này. Quán trọ này có thể được tìm thấy ở Quận Bone, San Andreas trong vùng lân cận của Khu vực 69, phiên bản song song trong game với Khu vực 51, sử dụng cái tên "Lil' Probe'Inn". Nó từng được giới thiệu trong bộ phim nổi đình nổi đám The X-Files mùa sáu, tập năm; trong Louis Theroux's Weird Weekends mùa một, tập hai; và trong phim Paul.